# Seth Lloyd

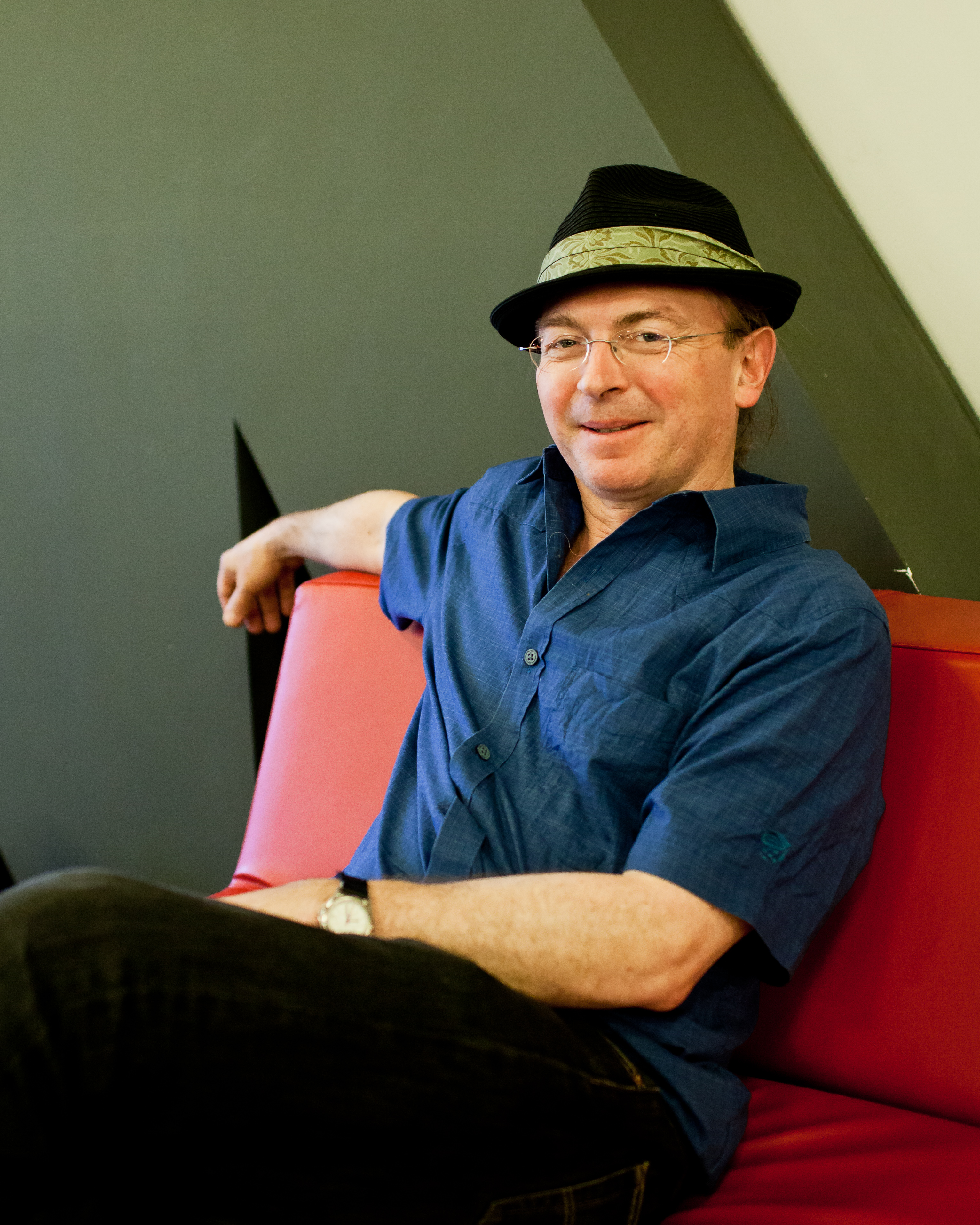
Seth Lloyd, 2013

Seth Lloyd (* 2. August 1960) ist ein US-amerikanischer Informatiker und Physiker. Er ist Professor der Fakultät für Maschinenbau am MIT in Cambridge (Massachusetts) und befasst sich vor allem mit der informationstheoretischen Aspekten der Physik, Quanteninformatik und der Physik komplexer Systeme.

## Leben
Lloyd studierte an der Harvard University (Bachelor 1982) und an der University of Cambridge
(Master-Abschluss 1984). 1988 wurde er an der Rockefeller University bei Heinz Pagels promoviert (Black Holes, Deamons and the Loss of Coherence: How complex systems get information, and what they do with it). Danach war er als Post-Doc am Caltech und 1991 bis 1994 war er als Post-Doc am Los Alamos National Laboratory. Ab 1994 war er Assistant Professor, ab 1998 Associate Professor und ab 2002 Professor am MIT. Dazwischen war er 1979 Wissenschaftler am SLAC, 1980 am Brookhaven National Laboratory, 1981 am Institut Laue-Langevin in Grenoble und 1982 am CERN. Ab 1987 war er außerdem Adjunct Assistant Professor am Santa Fe Institute. Er arbeitete als Berater für Hewlett-Packard und Microsoft (ab 2000).
1981 erhielt er den Sargent Prize in Harvard, 1985 erhielt er in Erice den Dirac-Preis, 2001 den Edgerton Preis und 2012 den International Quantum Communication Award. 2007 wurde er Fellow der American Physical Society.

## Wirken
Sein Forschungsgebiet ist das Zusammenwirken von Information mit komplexen Systemen, insbesondere Quantensystemen. Er leistete bedeutende Beiträge auf dem Gebiet der Quanteninformatik, entwarf den ersten realisierbaren Konstruktionsplan eines Quantencomputers, und bewies einige quantenmechanische Analoga zum Shannon-Hartley-Gesetz.
Er entwickelte zahlreiche Quantenalgorithmen, darunter einen zur digitalen Quantensimulation, zur schnellen Lösung linearer Gleichungssystems und er ist einer der Pioniere der Theorie des Quantenmaschinenlernens, z. B. als Koautor von Quantenalgorithmen für Hauptkomponentenanalyse und für Support Vector Machines.
In seinem Buch Programming the Universe vertritt Lloyd die Auffassung, dass das Universum ein Quantencomputer ist, der im Zuge seines Programmablaufs alles, was wir sehen, und uns selbst hervorbringt. Sobald wir die physikalischen Gesetze vollständig verstanden haben, so Lloyd, werden wir mit Hilfe von Quantencomputern in der Lage sein, auch das Universum vollständig zu verstehen. Ähnliche Überlegungen haben auch Konrad Zuse und Stephen Wolfram angestellt.
In seinem Aufsatz The Computational Universe berechnet Lloyd Rechenleistung und Informationsinhalt des Weltalls und kommt auf eine Zahl von {\displaystyle 10^{120}} logischen Operationen, die seit Anbeginn der Welt hätten ausgeführt werden können, sowie {\displaystyle 10^{90}} Bit Information.
2022 war er einer der zwei Hauptdarsteller in dem Kurzfilm Steeplechase von Andrey Kezzyn, in dem es um Zeitreisen (geschlossene zeitartige Kurven, closed timelike curves) geht, ein Thema, mit dem er sich auch wissenschaftlich auseinandergesetzt hat.

## Veröffentlichungen
- Ultimate physical limits to computation In: Nature. 406, S. 1047, 1999 doi:10.1038/35023282. arxiv:quant-ph/9908043v3.
- The Computational Universe (2002)
- Programming the Universe: A Quantum Computer Scientist Takes On the Cosmos, Alfred A. Knopf, New York 2006, ISBN 1-4000-4092-2
- The universe as quantum computer. In:  H. Zenil (Hrsg.): A Computable Universe: Understanding and exploring Nature as computation. World Scientific, 2013 arxiv:1312.4455v1 [quant-ph].